# Parnassius acdestis
Espèce
Parnassius acdestis  est une espèce de lépidoptères de la famille des Papilionidae et de la sous-famille des Parnassiinae.

## Systématique
Parnassius acdestis a été décrit par Grigori Grumm-Gerdjimaïlo en 1891 initialement comme une sous-espèce de Parnassius delphius, Parnassius delphius acdestis.

## Liste des sous-espèces
- Parnassius acdestis cerevisiae Weiss & Michel
- Parnassius acdestis cinerosus Stichel
- Parnassius acdestis felix Eisner
- Parnassius acdestis hades (Bryk)
- Parnassius acdestis imperatoides Weiss & Michel
- Parnassius acdestis irenaephis Bryk
- Parnassius acdestis ladakensis Avinoff, 1916
- Parnassius acdestis lathonius Bryk
- Parnassius acdestis limitis Weiss & Michel
- Parnassius acdestis macdonardi Rothschild
- Parnassius acdestis manco Koiwaya
- Parnassius acdestis ohkuma Koiwaya
- Parnassius acdestis peeblesi Bryk
- Parnassius acdestis peshkei Eisner, 1933
- Parnassius acdestis rupshuana Avinoff, 1916
- Parnassius acdestis takedai Mikami & Sakakibara, 1988
- Parnassius acdestis vogti (Bang-Haas)
- Parnassius acdestis yanae Huang, 1998 ; présent dans l'Ouest du Tibet[1].

## Description
Parnassius acdestis est un papillon au corps couvert de poils gris argentés, d'une envergure d'environ 50 mm, aux ailes grises marquées d'une ligne submarginale de points blancs doublée d'une ligne de chevrons blancs, de marques blanches au costal des ailes antérieures, d'ocelles proches de l'angle anal des ailes postérieures et de deux taches rouges aux ailes postérieures.

## Biologie

### Plantes hôtes
Les plantes hôtes de sa chenille sont des Fumariaceae.

## Écologie et distribution
Parnassius acdestis est présent au Kirghizstan, en Bhoutan, dans le Nord de l'Inde, au Tibet et dans l'Ouest de la Chine.

### Biotope
Parnassius acdestis réside en haute montagne, au-dessus de 3 000 m.